# Alexander Razeghi
Alexander Razeghi (* 10. Mai 2006) ist ein US-amerikanischer Tennisspieler.

## Persönliches
Razeghi kommt aus Humble, Texas. Mit zwölf Jahren zog er für das Training an der Giammalva Elite Tennis Academy um, die von der ehemaligen Spielerin Sammy Giammalva eröffnet wurde. Alexanders Schwester Sydney ist Teil der Turniermannschaft an der Stanford University.

## Karriere
Razeghi spielte zwischen 2019 und 2024 auf der ITF Junior Tour. Bei neun Turnieren auf der Grand-Slam-Ebene schaffte Razeghi es bei den Australian Open 2024 das einzige Mal in die dritte Runde. Im Doppel war er deutlich erfolgreicher und stand sowohl bei den US Open 2023 als auch bei den French Open 2024 in der Vorschlussrunde. Der größte Erfolg seiner Juniorenkarriere war der Turniersieg im Doppel von Wimbledon mit seinem Stammpartner Max Schönhaus. Als ungesetzte Paarung gaben sie im Turnierverlauf nur einen Satz ab. Zwei weitere Titel gewann Razeghi im Doppel, drei insgesamt im Einzel, darunter auch das J1 Salinas, ein Turnier der zweithöchsten Kategorie. Anfang 2024 stand er in der Junior-Rangliste mit Platz 10 am höchsten.
Razeghi war der nationale U16-Meister und wurde von Tennis Recruiting auf Platz 3 der Spieler in seinem Jahrgang eingestuft. Ende 2023 unterzeichnete er eine Absichtserklärung wie seine Schwester an die Stanford University zu gehen. Mitte 2024 begann sein Studium, das auch eine Laufbahn im College Tennis vorsieht.
Bei den Profis nahm er ab 2023 an ersten Turnieren teil. Er sammelte auf der ITF Future Tour erste Punkte für die Weltrangliste. Weil Razeghi mit Nikita Filin den Titel bei den US-amerikanischen Juniorenmeisterschaften gewann, durfte er bei den US Open 2024 im Doppel auch bei den Profis antreten. Sie schieden dort in der ersten Runde gegen Nicolás Barrientos und Skander Mansouri aus. Im April des Jahres gewann er zudem seinen ersten Future-Titel im Doppel.